# Tommasso Arezzo
Pour les articles homonymes, voir Arezzo (homonymie).
Tommasso Arezzo (né le 16 décembre 1756 à Orbetello en Toscane, et mort le 3 février 1833 à Rome) est un cardinal italien du XIXe siècle.

## Biographie
Tommasso Arezzo est nommé archevêque titulaire de Séleucie-en-Isaurie (de) en 1802, avant d'être envoyé en Russie pour une mission de rapprochement avec l'Église orthodoxe. Il est détenu par les Français et envoyé à Florence, à Novare et en Corse.
Le pape Pie VII le crée cardinal lors du consistoire du 8 mars 1816. Le cardinal Arezzo est légat apostolique à Ferrare et vice-chancelier. Il participe au  conclave de 1823, lors duquel Léon XII est élu pape, au conclave de 1829 (élection du pape Pie VIII) et au conclave de 1830-1831 (élection de Grégoire XVI). À noter que Grégoire XVI n'étant pas encore évêque lors de son élection au pontificat, le cardinal Arezzo et le cardinal Galleffi sont co-consécrateurs aux côtés du doyen du Sacré-Collège, le cardinal Pacca, qui lui confère l'épiscopat.

### Source
- Fiche du cardinal Tommasso Arezzo sur le site fiu.edu